# Шимилдик
Шимилди́к (каз. Шымылдық) — село у складі Жарминського району Абайської області Казахстану. Входить до складу Бірлікшильського сільського округу.
Населення — 47 осіб (2021; 56 у 2009, 130 у 1999, 210 у 1989).
Національний склад станом на 1989 рік:
- казахи — 68 %
- росіяни — 24 %

До 1992 року село називалося Філіпповка.